# Belgiens Grand Prix 2019
Belgiens Grand Prix 2019, officiellt Formula 1 Johnnie Walker Belgian Grand Prix 2019, var ett Formel 1-lopp som kördes 1 september 2019 på Circuit de Spa-Francorchamps i Francorchamps i Belgien. Loppet var det trettonde av sammanlagt tjugoen deltävlingar ingående i Formel 1-säsongen 2019 och kördes över 44 varv.
Charles Leclerc dominerade större delen av tävlingshelgen. Han tog sin första seger i F1 samt var snabbast i två av de tre träningspassen och var snabbast i samtliga tre kvalrundor.

## Resultat

### Kval
| KR. | Nr | Förare             | Konstruktör               | Q1        | Q2        | Q3       | Grid |
| --- | -- | ------------------ | ------------------------- | --------- | --------- | -------- | ---- |
| 1   | 16 | Charles Leclerc    | Ferrari                   | 1.43,587  | 1.42,938  | 1.42,519 | 1    |
| 2   | 5  | Sebastian Vettel   | Ferrari                   | 1.44,109  | 1.43,037  | 1.43,267 | 2    |
| 3   | 44 | Lewis Hamilton     | Mercedes                  | 1.45,260  | 1.43,592  | 1.43,282 | 3    |
| 4   | 77 | Valtteri Bottas    | Mercedes                  | 1.45,141  | 1.43,980  | 1.43,415 | 4    |
| 5   | 33 | Max Verstappen     | Red Bull Racing-Honda     | 1.44,622  | 1.44,132  | 1.43,690 | 5    |
| 6   | 3  | Daniel Ricciardo   | Renault                   | 1.45,560  | 1.44,103  | 1.44,257 | 11   |
| 7   | 27 | Nico Hülkenberg    | Renault                   | 1.45,899  | 1.44,549  | 1.44,542 | 12   |
| 8   | 7  | Kimi Räikkönen     | Alfa Romeo Racing-Ferrari | 1.45,842  | 1.44,140  | 1.44,557 | 6    |
| 9   | 11 | Sergio Pérez       | Racing Point-BWT Mercedes | 1.45,732  | 1.44,707  | 1.44,706 | 7    |
| 10  | 20 | Kevin Magnussen    | Haas-Ferrari              | 1.45,839  | 1.44,738  | 1.45,086 | 8    |
| 11  | 8  | Romain Grosjean    | Haas-Ferrari              | 1.45,694  | 1.44,797  | 0        | 9    |
| 12  | 4  | Lando Norris       | McLaren-Renault           | 1.46,154  | 1.44,847  | 0        | 10   |
| 13  | 18 | Lance Stroll       | Racing Point-BWT Mercedes | 1.46,000  | 1.45,047  | 0        | 17   |
| 14  | 23 | Alexander Albon    | Red Bull Racing-Honda     | 1.45,528  | 1.45,799  | 0        | 18   |
| 15  | 99 | Antonio Giovinazzi | Alfa Romeo Racing-Ferrari | 1.45,637  | Ingen tid | 0        | 13   |
| 16  | 10 | Pierre Gasly       | Scuderia Toro Rosso-Honda | 1.46,435  | 0         | 0        | 14   |
| 17  | 55 | Carlos Sainz, Jr.  | McLaren-Renault           | 1.46,507  | 0         | 0        | 16   |
| 18  | 26 | Daniil Kvyat       | Scuderia Toro Rosso-Honda | 1.46,518  | 0         | 0        | 19   |
| 19  | 63 | George Russell     | Williams-Mercedes         | 1.47,548  | 0         | 0        | 15   |
| DNQ | 88 | Robert Kubica      | Williams-Mercedes         | Ingen tid | 0         | 0        | Depå |

| Vidare från första kvalrundan ▬▬ Vidare från andra kvalrundan ▬▬ |

 0  Tid markerad med gul bakgrund visar den snabbaste varvtiden för respektive kvalrunda.
107 %-gränsen: 1.50,838
Källor:

### Lopp
| Pos. | Nr | Förare             | Konstruktör               | Varv | Tid         | Grid | P     |
| ---- | -- | ------------------ | ------------------------- | ---- | ----------- | ---- | ----- |
| 1    | 16 | Charles Leclerc    | Ferrari                   | 44   | 1:23.45,710 | 1    | 25    |
| 2    | 44 | Lewis Hamilton     | Mercedes                  | 44   | +0,981      | 3    | 18    |
| 3    | 77 | Valtteri Bottas    | Mercedes                  | 44   | +12,585     | 4    | 15    |
| 4    | 5  | Sebastian Vettel   | Ferrari                   | 44   | +26,422     | 2    | 12+1a |
| 5    | 23 | Alexander Albon    | Red Bull Racing-Honda     | 44   | +81,325     | 17   | 10    |
| 6    | 11 | Sergio Pérez       | Racing Point-BWT Mercedes | 44   | +84,448     | 7    | 8     |
| 7    | 26 | Daniil Kvyat       | Scuderia Toro Rosso-Honda | 44   | +89,657     | 19   | 6     |
| 8    | 27 | Nico Hülkenberg    | Renault                   | 44   | +106,639    | 12   | 4     |
| 9    | 10 | Pierre Gasly       | Scuderia Toro Rosso-Honda | 44   | +109,168    | 13   | 2     |
| 10   | 18 | Lance Stroll       | Racing Point-BWT Mercedes | 44   | +109,838    | 16   | 1     |
| 11   | 4  | Lando Norris       | McLaren-Renault           | 43   | Bröt        | 11   | 0     |
| 12   | 20 | Kevin Magnussen    | Haas-Ferrari              | 43   | +1 varv     | 8    | 0     |
| 13   | 8  | Romain Grosjean    | Haas-Ferrari              | 43   | +1 varv     | 9    | 0     |
| 14   | 3  | Daniel Ricciardo   | Renault                   | 43   | +1 varv     | 10   | 0     |
| 15   | 63 | George Russell     | Williams-Mercedes         | 43   | +1 varv     | 14   | 0     |
| 16   | 7  | Kimi Räikkönen     | Alfa Romeo Racing-Ferrari | 43   | +1 varv     | 6    | 0     |
| 17   | 88 | Robert Kubica      | Williams-Mercedes         | 43   | +1 varv     | Depå | 0     |
| 18   | 99 | Antonio Giovinazzi | Alfa Romeo Racing-Ferrari | 42   | Avåkning    | 18   | 0     |
| RET  | 55 | Carlos Sainz, Jr.  | McLaren-Renault           | 1    |             | 15   | 0     |
| RET  | 33 | Max Verstappen     | Red Bull Racing-Honda     | 0    | Kollision   | 5    | 0     |

| Förare och stall som tog poäng ▬▬ |

Källor:
- ^a  – Sebastian Vettel fick en extrapoäng för snabbaste varv.[1]